# Massa Finalese
Massa Finalese è una frazione di 4 061 abitanti del comune di Finale Emilia, in provincia di Modena, nella regione Emilia-Romagna.
La frazione dista 6,87 km dal capoluogo del comune di Finale Emilia e 35 km dalla città di Modena.

## Storia

### Medioevo
Già in un documento datato 1º novembre 811 viene menzionato, nella forma di Saltus Massa Solariensis, l'abitato di Massa nelle terre dell'attuale fondo Motto. In un altro documento del marzo 1032 invece viene riportata per la prima volta la definizione di castrum, ovvero borgo fortificato, come dimostrato dai rinvenimenti e i relativi scavi iniziati negli anni '70 e che hanno portato inoltre alla luce tre strati archeologici con materiali di età romana, articolati in più nuclei e con edifici di pregio.
Nell'alto medioevo, secondo un documento datato 1157, viene citato il portus della corte di Massa Finalese su un affluente (probabilmente l'attuale Fiumicello) del fiume Secchia, che all'epoca passava per Cavezzo e aveva un ruolo fondamentale nell'economia della zona; Massa durante quel periodo ebbe una rapida espansione economica e demografica.
Successivamente l'inasprirsi delle lotte tra Ducato Estense e i Pico della Mirandola portarono alla distruzione del castello e di gran parte del patrimonio storico, come riportato su una pietra della canonica: Le civili discordie che in ogni tempo cagionano sciagure, furono fatali al castello di Massa fondato nel decimo secolo venne distrutto completamente nel MCCCL XXXV. Il borgo venne così abbandonato dai suoi abitanti e il castello non venne più ricostruito.

### Età contemporanea

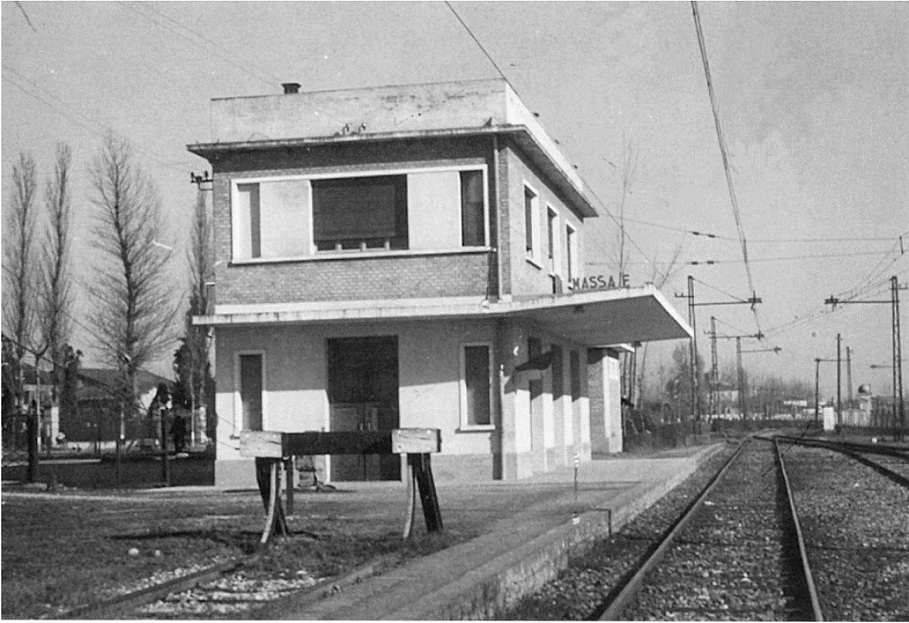
La vecchia stazione di Massa Finalese sulla ferrovia Modena-Mirandola/Finale

Nei secoli successivi l'abitato di Massa riprese vita attorno all'antica Pieve, ma non riuscì mai a raggiungere una propria autonomia amministrativa. Con lo sviluppo di Finale, Massa ne divenne col tempo una frazione, ma dopo la seconda guerra mondiale abbandonò la sua vocazione di centro agricolo sviluppandosi rapidamente grazie ad alcuni insediamenti industriali per la lavorazione delle carni e per la produzione di zucchero. Il centro della cittadina si presenta oggi come tanti altri paesi della Bassa modenese, ma la sua periferia vanta alcune ville che testimoniano il soggiorno di una ricca classe di proprietari terrieri.

### Terremoto del 2012
Massa Finalese, insieme al suo capoluogo Finale Emilia, è stata l'epicentro dei terremoti dell'Emilia del 2012, in particolare di quello del 20 maggio 2012. Sono stati riscontrati gravissimi danni alla chiesa di San Geminiano e al patrimonio rurale della frazione. Il campanile, il più alto e possente della bassa, è stato salvato con una speciale imbragatura di metallo.

## Monumenti e luoghi d'interesse
Il casino del Vescovo è una villa rinascimentale, appartenuta al Vescovo di Modena per lungo tempo e diventata poi residenza di diverse famiglie. Attualmente la villa è dedicata a cerimonie, matrimoni ed è sede di eventi culturali.

### Castello del Carrobio

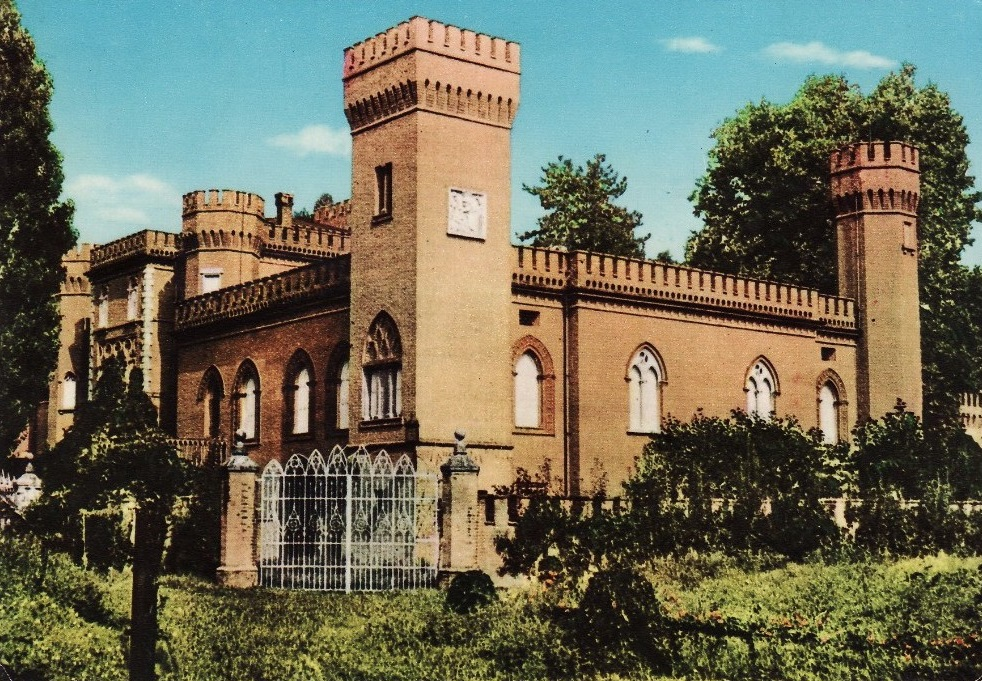
Il castello del Carrobio

Il castello del Carrobio è una delle maggiori residenze presenti nel territorio della bassa modenese. Il castello fu costruito per volontà di Vittorio Sacerdoti, conte di Carrobio, dal 1898 al 1900. A questo periodo risale il suo primo nucleo, che fu successivamente ampliato dal 1911 al 1914 su progetto dell'ingegnere Ettore Tosatti di San Felice sul Panaro.
Il grande edificio si ispira come modello al castello tedesco di Tobitshau (oggi Tovačov, in Repubblica Ceca), di cui era proprietario il fratello della moglie di Vittorio Sacerdoti, una nobildonna austriaca. Il castello è circondato da un ampio parco e situato su quelle che un tempo furono le vaste proprietà terriere del conte di Carrobio; queste includevano anche il bosco della Saliceta, una ex tenuta ducale che si trovava tra i comuni di Camposanto e San Felice sul Panaro.
Il complesso, di grande effetto scenografico, venne costruito come residenza temporanea, ma svolse anche un importante ruolo di rappresentanza. Luogo di feste e ricevimenti, il castello conobbe ospiti illustri appartenenti alla casa regnante, quali il duca di Pistoia Filiberto e il principe del Piemonte Umberto II di Savoia (ultimo re d'Italia), ma l'inizio della seconda guerra mondiale fu causa di un suo progressivo abbandono. Negli anni successivi il castello cambiò proprietà, ma continuò a non essere più abitato, anzi fu oggetto di numerose spogliazioni.
Solo negli anni 1990, grazie all'acquisto della famiglia Folchi, furono avviati lavori di recupero dell'edificio, che divenne nuovamente residenza. La sua struttura massiccia, tutta in pietra faccia a vista, è alleggerita da finestre neogotiche ornate con marmi; nelle sale interne le decorazioni, in puro stile liberty, sono opera del pittore veneziano Peres. Altri abili artigiani hanno contribuito ad impreziosire l'intero complesso con inferriate e cancellate assai elaborate. All'epoca in cui i conti di Carrobio erano proprietari del castello, vi si entrava dall'ingresso principale percorrendo il lungo viale fiancheggiato da tigli che inizia di fronte alla chiesa: il viale è oggi integrato nel parco pubblico cittadino.
Il castello fu utilizzato per girare il film Tutti defunti... tranne i morti di Pupi Avati, uscito nel 1977.

## Infrastrutture e trasporti
Massa Finalese era servita dall'omonima stazione sulla diramazione Cavezzo-Finale Emilia della ferrovia Modena-Mirandola, dismessa nel 1964 e oggi ripristinata a pista ciclabile.

## Sport
Massa Finalese è sede di un kartodromo.